# 天津住宅建设发展集团
天津住宅建设发展集团有限公司，简称天津住宅集团，是天津市国资委管理的大型国有企业。
目前，天津住宅集团的唯一股东为天津市人民政府国有资产监督管理委员会。